# François Jacob
François Jacob (Nancy, 17 de junio de 1920-París, 19 de abril de 2013) fue un biólogo y médico francés, galardonado con el Premio Nobel de Fisiología o Medicina en 1965, el cual compartió con André M. Lwoff y Jacques L. Monod, por sus descubrimientos sobre el control genético de la síntesis de enzimas y la síntesis de virus.

## Biografía
Jacob fue el único hijo de Simón Jacob, un comerciante, y Thérèse Franck. Fue un niño curioso, aprendió a leer a una edad temprana. Albert Franck, abuelo materno de Jacob, un general de cuatro estrellas, fue modelo de la infancia de Jacob. A los siete años ingresó en el Lycée Carnot, donde fue educado durante diez años, en su autobiografía él describe su impresión de esa época: "una jaula". Él describió a su padre como un "conformista en la religión", mientras que su madre y otros miembros importantes de la familia, con los que tuvo relación en su infancia, eran judíos seculares, poco después de su bar mitzvah se convirtió en ateo.
Aunque le interesaba y era talentoso en física y matemáticas, Jacob se horrorizó ante la perspectiva de pasar dos años más en "un régimen aún más draconiano" para prepararse para los estudios superiores en la Escuela Politécnica. En cambio, después de observar una operación quirúrgica, que consolidó su "leve interés" en la medicina, entró en la escuela médica.
Durante la ocupación alemana de Francia, y justo después de la muerte de su madre, Jacob salió de Francia a Gran Bretaña para unirse a la guerra. Jacob, que solo había completado su segundo año de estudios de medicina, se unió a la compañía médica de la 2 ª División Blindada francesa en 1940. Fue herido en un ataque aéreo alemán en 1944 y regresó a París el 1 de agosto de 1944. Por su servicio durante la guerra, fue galardonado con la más alta condecoración de Francia por su valor, la Cruz de la Liberación, así como la Legión de Honor y la Croix de guerre. También fue prisionero del campo de concentración de Miranda de Ebro[cita requerida].
Después de su recuperación, Jacob volvió a la escuela de medicina y comenzó a investigar la tirotricina y el aprendizaje de los métodos de la bacteriología. Completó su tesis sobre la eficacia de los antibióticos contra las infecciones locales, y se graduó como doctor en medicina en 1947. Aunque atraído por la investigación como carrera, se sentía desalentado por su propia ignorancia percibida después de asistir a un congreso de microbiología ese verano. En su lugar, tomó una posición en el Centro de Cabanel, donde había hecho su investigación de tesis, su nuevo trabajo implicaba la fabricación de antibióticos, la tirotricina. Más tarde, el centro fue contratado para convertir las fábricas de pólvora para la producción de penicilina (aunque esto resultó imposible).
También en este período, conoció y comenzó a cortejar a su futura esposa, Lise Bloch. Jacob volvió a casarse en 1999 con Geneviève Barrera.

## Investigación
En 1961, Jacob y Monod exploraron la idea de que el control de los niveles de expresión de enzimas en las células es el resultado de la retroalimentación sobre la transcripción de secuencias de ADN. Sus experimentos e ideas impulsaron el campo emergente de la biología molecular del desarrollo y de la regulación transcripcional en particular.

Con la determinación anterior de la estructura y la importancia central de ADN, se hizo evidente que todas las proteínas se producían en algún modo a partir de su código genético, y que este paso podría formar un punto de control clave. Jacob y Monod hicieron descubrimientos experimentales y teóricos clave que demostraron que en el caso del sistema de lactosa descrito anteriormente (en la bacteria Escherichia coli), hay proteínas específicas que se dedican a la represión de la transcripción del ADN a RNA, impidiendo a su vez que se decodifique en la proteína). Este represor (el represor lac) existe en todas las células.
Jacob y Monod extendieron este modelo represor a todos los genes de todos los organismos. La regulación de la actividad de los genes se ha convertido en un gran subdisciplina de la biología molecular.

## Algunas publicaciones
- Jacob, François; Perrin, David; Sánchez, Carmen; Monod, Jacques (2005), «The operon: a group of genes with expression coordinated by an operator. C.R.Acad. Sci. Paris 250 (1960) 1727-1729», C. R. Biol. (junio 2005) 328 (6): 514-20, PMID 15999435, doi:10.1016/j.crvi.2005.04.005.
- Ullmann, A; Jacob, F; Monod, J (1968), «On the subunit structure of wild-type versus complemented beta-galactosidase of Escherichia coli.», J. Mol. Biol. (28 de febrero 1968) 32 (1): 1-13, PMID 4868117, doi:10.1016/0022-2836(68)90140-X.
- Ullmann, A; Jacob, F; Monod, J (1967), «Characterization by in vitro complementation of a peptide corresponding to an operator-proximal segment of the beta-galactosidase structural gene of Escherichia coli.», J. Mol. Biol. (14 de marzo 1967) 24 (2): 339-43, PMID 5339877, doi:10.1016/0022-2836(67)90341-5.
- Ullmann, A; Perrin, D; Jacob, F; Monod, J (1965), «Identification, by in vitro complementation and purification, of a peptide fraction of Escherichia coli beta-galactosidase», J. Mol. Biol. (julio 1965) 12 (3): 918-23, PMID 4285628, doi:10.1016/S0022-2836(65)80338-2.
- Willson, C; Perrin, D; Cohn, M; Jacob, F (1964), «Non-inducible mutants of the regulator gene in the "lactose" system of escherichia coli.», J. Mol. Biol. (abril de 1964) 8: 582-92, PMID 14153528, doi:10.1016/S0022-2836(64)80013-9.
- Jacob, F; Uullman, A; Monod, J (1964), «The promotor, a genetic elemnt necessary to the expression of an operon.», C. R. Hebd. Seances Acad. Sci. (16 de marzo 1964) 258: 3125-8, PMID 14143651.
- Jacob, F; Monod, J (1964), «Biochemical and genetic mechanisms of regulation in the bacterial cell.», Bull. Soc. Chim. Biol. 46: 1499-532, PMID 14270538.
- Monod, J; Changeux, J P; Jacob, F (1963), «Allosteric proteins and cellular control systems.», J. Mol. Biol. (abril de 1963) 6: 306-29, PMID 13936070, doi:10.1016/S0022-2836(63)80091-1.
- Jacob, F; Sussman, R; Monod, J (1962), «On the nature of the repressor ensuring the immunity of lysogenic bacteria.», C. R. Hebd. Seances Acad. Sci. (13 de junio 1962) 254: 4214-6, PMID 14036499.
- Jacob, F; Monod, J (1961), «Genetic regulatory mechanisms in the synthesis of proteins.», J. Mol. Biol. (junio 1961) 3: 318-56, PMID 13718526.
- Monod, J; Jacob, F (1961), «Teleonomic mechanisms in cellular metabolism, growth, and differentiation.», Cold Spring Harb. Symp. Quant. Biol. 26: 389-401, PMID 14475415.
- Perrin, D; Jacob, F; Monod, J (1960), «Induced biosynthesis of a genetically modified protein not presenting affinity for the inductor.», C. R. Hebd. Seances Acad. Sci. (4 de julio 1960) 251: 155-7, PMID 13734531.
- Buttin, G; Jacob, F; Monod, J (1960), «Constituent synthesis of galactokinase following the development of lambda bacteriophages in Escherichia coli K 12.», C. R. Hebd. Seances Acad. Sci. (28 de marzo 1960) 250: 2471-3, PMID 13806544.
- Jacob, F; Perrin, D; Sanchez, C; Monod, J (1960), «Operon: a group of genes with the expression coordinated by an operator.», C. R. Hebd. Seances Acad. Sci. (29 de febrero 1960) 250: 1727-9, PMID 14406329.
- Jacob, F; Monod, J (1959), «Genes of structure and genes of regulation in the biosynthesis of proteins.», C. R. Hebd. Seances Acad. Sci. (5 de octubre 1959) 249: 1282-4, PMID 14406327.
- Pardee, A B; Jacob, F; Monod, J (1958), «The role of the inducible alleles and the constrtutive alleles in the synthesis of beta-galactosidase in zygotes of Escherichia coli.», C. R. Hebd. Seances Acad. Sci. (28 de mayo 1958) 246 (21): 3125-8, PMID 13547552.
- Jacob, F; Torriani, A M; Monod, J (1951), «Effect of ultraviolet rays on the biosynthesis of galactosidase and on the multiplication of T2 bacteriophage in Escherichia coli.», C. R. Hebd. Seances Acad. Sci. (12 de noviembre 1951) 233 (20): 1230-2, PMID 14905606.

### Libros
- 1954 Les Bactéries lysogènes et la notion de provirus (Masson)
- 1961 Sexuality and the genetics of bacteria, con Élie Wollman (Academic Press)
- 1970 La Logique du vivant, une histoire de l’hérédité  (Gallimard) . La lógica de la vida, una historia de la herencia
- 1981 Le jeu des possibles, essai sur la diversité du vivant  (Fayard)
- 1982. The Possible & The Actual, publicado en EE. UU. por Pantheon Books, y en Canadá por Random House of Canada, 1982
- 1987 La Statue intérieure  (Odile Jacob)
- 1988. The Statue Within: An Autobiography, traducción de la edición 1987 francesa por Franklin Philip. Basic Books
- 1993. The Logic of Life, traducido de la edición 1976 francesa por Princeton University Press
- 1997 La Souris, la Mouche et l’Homme  (Odile Jacob). La mosca el ratón y el hombre . Ed. Harvard University Press